# Paul Scarron
Paul Scarron (Párizs, 1610. július 1. körül [keresztelője: július 4.] – Párizs, 1660. október 6.) francia költő, író, drámaíró; „az ún. burleszk-költészet, a vaskos tréfa és a ragyogó szellemesség határán mozgó műfaj” legjobb 17. századi képviselője.

## Életútja, munkái
Fiatal korában rendezetlen, könnyelmű életet élt, de 28 éves korában súlyos betegsége (paralízise?) következtében szinte teljesen megbénult, vagyonát elvesztette. Írói munkásságával, adományokból, műveit mecénásoknak ajánlva tartotta fenn magát. Ausztriai Anna királyné, XIV. Lajos anyja évdíjban részesítette. 1652-ben feleségül vette a nála tizenöt évvel fiatalabb Françoise d’Aubignét, Agrippa d’Aubigné barokk költő unokáját, (aki jóval később, már mint Maintenon márkinő XIV. Lajos király szeretője lett, majd morganatikus házasságot kötöttek). Felesége segítségével irodalmi szalont nyitott, háza nyitva állt kora legtekintélyesebb férfiai és asszonyai előtt.
Íróként a finomkodó, emelkedett stílus ellenfeleként lépett fel. A francia irodalomban a burleszk első jelentős művelőjeként tartják számon. A maga korában nagy feltűnést keltett sokáig népszerű műve, a Virgile travesti Vergilius Aeneis című eposzának paródiája (kiadták 1648 és 1653 között). Már korábban megjelent a barokk heroikus költeményeket kifigurázó Typhon ou la Gigantomachie (1644) és néhány vígjátéka is (Jodelet ou le maître valet, 1645; Les trois Dorothées, 1646; L’héritier ridicule, 1649). Az 1650-es években is több színdarabbal készült el, vígjátékait és novelláit többnyire spanyol minták alapján írta. Költői művei – szonettek, madrigálok, egyéb lírai versek – Poésies diverses összefoglaló címen jelentek meg.
Fő műve, a Roman comique (Komikus regény, 1649–1657) szatirikus éllel, Honoré d’Urfé, Madeleine de Scudéry, La Calprenède és mások (a précieux-k) fennkölt stílusával szemben íródott. Az érzékeny lelkű, előkelősködő lovagok és hölgyeik mesterkélt világával ellentétben Scarron figurái közönséges emberek, akik gyakran durván és cinikusan, de természetesen viselkednek és egyszerű nyelven beszélnek. A regénynek nincs egységes cselekménye, az elbeszélés fő vonala elvész a vándorszínészek világa, a vidéki élet és a sok apró epizód hol reális, hol karikatúrába forduló ábrázolásában.
Scarron a regény első részét 1651-ben, a másodikat 1657-ben tette közzé. A harmadik részt már nem maradt ideje befejezni.